# مشروب الطاقة
مشروب الطاقة هو منتج يسوق على أنه يعمل على رفع مستويات النشاط الذهني والجسدي. ظهرت أول علامة تجارية منه عام 1977 في الولايات المتحدة الأمريكية وازدهرت صناعته واتسع انتشاره حتى وصل إلى أكثر من 500 علامة تجارية مختلفة في عام 2006. يستهدف هذا المنتج فئة الشباب من عمر 18 إلى 35 وقد حذرت هيئة الغذاء والدواء الأمريكية في تقرير صدر عام 2007 أن بعض الشركات المنتجة له تروج للمنتج على أنه بديل قانوني للمخدرات.

## التركيب
مشروب الطاقة من حيث التركيب يشبه المشروب الغازي SOFT DRINK فهو يحتوي على الكافيين والجلوكوز والسكروز وفيتامينات مجموعة ب مثل (ب1، ب6، ب12) و بعض الأحماض الأمينية إلا أن تركيز الكافيين فيه أعلى بكثير من المشروبات الغازية.
1- مشروب الطاقة
- 14-31 ملغرام كافيين/ 100 مل

2- مشروب غازي
- 9-19 ملغرام كافيين/ 100 مل

هناك أيضا مصادر أخرى منها القهوة والشاي 20-73 ملغرام كافيين/ 100 مل والشوكولاتة 5- 20 ملغرام كافيين/ 300

## التأثيرات المرغوبة لمشروب الطاقة
يزود الجسم بجرعة عالية نسبيا من العناصر الغذائية
من المركب الأكثر فعالية هو الكافيين وهو من أكثر المواد المنبهة للجهاز العصبي انتشارا في غذاء الإنسان ويصل الكافيين بعد 12-30 دقيقة من تناوله إلى أعلى مستوياته في الدم أي أنه سريع الامتصاص وتصل وفرته الحيوية إلى 100% وهو بذلك يصل إلى جميع أنسجة الجسم وبعدها يؤدي إلى رفع ضغط الدم وزيادة إدرار البول ورفع مستوى الأيض و يزيد حرق الدهون وتحفيز الجهاز العصبي وزيادة حركة الأمعاء الدودية مما يؤدي إلى تنشيط الذاكرة وتحسين المزاج وزيادة مستوى الأداء الإدراكي والأداء الجسدي.

## التأثيرات السلبية لمشروب الطاقة
1. الزيادة في الاستهلاك تصل إلى الإدمان بسبب احتوائه على الكافيين والسكر.
2. حسب دراسة قامت بها جامعة القدس المفتوحة قدمتها طالبة في كلية العلوم فان المواد الموجودة في مشروبات الطاقة تؤدي إلى هشاشة العظام على المدى القصير (حوالي خمس سنوات).
3. تسبب أضرارا بالغة بالكبد.
4. طرد السوائل من الجسم بسبب احتوائه على الكافيين المدر للبول.
5. رفع ضغط الدم.
6. خفض استجابة الأنسجة لهرمون الأنسولين.
7. تساهم عند بعضهم في خفض عدد الحيوانات المنوية.
8. الصداع المزمن والأرق وإضطرابات النوم .
9. بعض الدراسات أشارت إلى أن للكافيين تأثير سلبي على وظائف الجهاز العصبي والجهاز الدوري والهضمي والكلى لذلك وضعت بعض الدول الصناعية تشريعات تلزم المنتجين بوضع تحذير على غلاف العبوة بخصوص الآثار السلبية على الصحة العامة للجسم.
10. هناك آثار سلبية على الجانب النفسي والسلوكي، ففي دراسة نشرت عام 2008 توصلت إلى وجود ارتباط وثيق بين استهلاك مشروب الطاقة وظهور مشاكل سلوكية عند الطلاب الجامعيين حيث أوضحت النتائج أن زيادة الاستهلاك ترافق مع زيادة تعاطي المواد المخدرة والتدخين وشرب الكحول وزيادة اللجوء للعنف الجسدي وعدم وضع حزام الأمان أثناء القيادة.
11. من كل ذلك نرى أنها مادة مضرة ولا فائدة منها الا فائدة شكلية ومنفعة لحظية كالفائدة والمنفعة من حبوب المخدرات فان متعاطيها يشعر بفائدة ويعتقد بوجود متعة ونشاط وفرحة منها ولكنها مادة تدميرية تدمر خلاياه.
12. نسبة الكافيين العالية تؤدي إلى خلل في هرمونات الجهاز الهضمي وزيادة الافرازات الحمضية في المعدة مما قد يؤدي إلى تقرحات والتهابات في جدر المعدة والمريء والإثني عشر.[1]

## مشروب الطاقة ومشروب الرياضة
يخلط الكثير من الرياضيين بين مشروب الطاقة ومشروب الرياضة SPORT DRINK، فمشروب الرياضة يتكون من السكريات البسيطة والأملاح المعدنية كالصوديوم والبوتاسيوم حيث يعمل على تعويض الفاقد من سوائل الجسم ويمنع حدوث الجفاف ويزود الجسم بالسعرات الحرارية أثناء ممارسة النشاط الرياضي وهذا ما لا يحققه مشروب الطاقة الذي يعمل على طرد السوائل من الجسم لذا يجب على الرياضيين عدم استعمال مشروب الطاقة كبديل عن مشروب الرياضة أو أثناء ممارسة النشاط البدني.